# Умершие в марте 1943 года
Это список известных людей, соответствующих установленным критериям значимости (см. Википедия:Критерии значимости персоналий), умерших в марте 1943 года.
Причина смерти указывается лишь в исключительных случаях (убийство, самоубийство, гибель в результате военных действий, смертная казнь, ДТП или несчастные случаи). В остальных случаях — не указывается.

## 1 марта
- Городничев, Николай Павлович (27) — Герой Советского Союза.
- Гречаный, Парфентий Карпович (18) — Герой Советского Союза.
- Егоров, Иван Егорович — Герой Советского Союза.

## 2 марта
- Болтушкин, Александр Павлович (38) — старший сержант Рабоче-крестьянской Красной Армии, участник советско-финской и Великой Отечественной войн, Герой Советского Союза.
- Грудинин, Василий Семёнович — Герой Советского Союза.
- Зимин, Сергей Григорьевич — Герой Советского Союза.
- Злобин, Яков Дмитриевич — Герой Советского Союза.
- Кирьянов, Николай Иванович — Герой Советского Союза.
- Нечипуренко, Сергей Васильевич (33) — Герой Советского Союза.
- Седых, Иван Викторович — Герой Советского Союза.
- Скворцов, Андрей Аркадьевич — Герой Советского Союза.
- Сухин, Александр Иванович (19) — Герой Советского Союза.
- Чертенков, Иван Матвеевич — Герой Советского Союза.
- Шкодин, Пётр Тихонович (20) — Герой Советского Союза.

## 3 марта
- Коган, Моисей Герцевич (63) — французский скульптор и график.
- Копцов, Василий Алексеевич (39) — советский военный деятель, Генерал-майор танковых войск.

## 4 марта
- Авксентьев, Николай Дмитриевич (64) — российский политический деятель, член ЦК прртии эсеров, лидер её правого крыла, председатель Всероссийского совета крестьянских депутатов (1917), министр внутренних дел Временного правительства (1917), председатель Всероссийского демократического совещания (1917) и председатель Временного совета Российской республики (1917), первый председатель Уфимской Директории (1918). Умер в Нью-Йорке.
- Коцеба, Григорий Андреевич (25) — советский военный лётчик, Герой Советского Союза, участник Великой Отечественной войны.

## 5 марта
- Визгалин, Иван Павлович — Герой Советского Союза.
- Гертман, Павел Андреевич — Герой Советского Союза.
- Гражданинов, Павел Андреевич (22) — Герой Советского Союза.
- Крайко, Алексей Иванович (31) — Герой Советского Союза.
- Павлов, Василий Михайлович (38) — Герой Советского Союза.
- Силаев, Иван Николаевич — Герой Советского Союза.
- Субботин, Николай Иванович — Герой Советского Союза.
- Танцуренко, Василий Дмитриевич (30) — Герой Советского Союза.
- Фаждеев, Степан Петрович — Герой Советского Союза.

## 6 марта
- Васильев, Александр Антонович — Герой Социалистического Труда.
- Кульман, Леэн (23) — Герой Советского Союза.

## 7 марта
- Акинчиц, Фабиан Иванович — белорусский националистический деятель, руководитель белорусской национал-социалистической партии, националист коллаборационист. Убит при невыясненных обстоятельствах.
- Мордкин, Абрахам (69) — французский художник.
- Муди, Альма (44) — австралийско-немецкая скрипачка.
- Хользунов, Алексей Иванович (24) — Герой Советского Союза.

## 8 марта
- Ярош, Отакар (30) — Герой Советского Союза.

## 9 марта
- Мерзляк, Иван Дмитриевич — Герой Советского Союза.
- Смирнов, Константин Александрович (26) — Герой Советского Союза.
- Черкесов, Андрей Михайлович (37) — Герой Социалистического Труда.

## 10 марта
- Модерзон, Отто (78) — немецкий художник-пейзажист.
- Погорелов, Василий Порфирьевич (23) — Герой Советского Союза.
- Сергеев, Алексей Маркелович (29) — Герой Советского Союза.

## 11 марта
- Абдулов, Иван Филиппович — ефрейтор, снайпер 849-го стрелкового полка, Герой Советского Союза (посмертно), участник Великой Отечественной войны. Погиб в бою под Люботиным.
- Баранов, Пётр Григорьевич — штурман самолёта 5-го гвардейского бомбардировочного авиационного полка, Герой Советского Союза (1942), гвардии младший лейтенант. Погиб в воздушном бою.
- Панов, Николай Афанасьевич (26) — Герой Советского Союза.

## 12 марта
- Сусанина, Екатерина (15) — белорусская школьница, рабыня немецкого барона.
- Карнаков, Михаил Севастьянович (19) — Герой Советского Союза.
- Чучвага, Иван Иванович (22) — Герой Советского Союза.

## 13 марта
- Бене, Стивен Винсент (44) — американский писатель-фантаст и поэт; сердечный приступ.

## 14 марта
- Ачкасов, Сергей Васильевич — советский военный лётчик, участник Великой Отечественной войны, командир звена 176-го истребительного авиационного полка 207-й истребительной авиационной дивизии 2-й воздушной армии. Воронежского фронта, Герой Советского Союза лейтенант. Погиб на фронте.
- Васильчиков, Владимир Владимирович (21) — Герой Советского Союза.
- Захарка, Василий Иванович (65) — белорусский педагог, политический деятель.

## 15 марта
- Маньковский, Иван Васильевич (47) — начальник службы сигнализации и связи Калининской железной дороги.
- Орлов, Леонид Александрович (31) — помощник командира эскадрильи 70-го истребительного авиационного полка 1-й армейской группы, старший лейтенант.
- Орлов, Павел Иванович (29) — Герой Советского Союза.

## 16 марта
- Танкопий, Иван Алексеевич (40) — Герой Советского Союза.

## 17 марта
- Ириков, Николай Романович — Герой Советского Союза.
- Клыпин, Николай Якимович (34) — Герой Советского Союза.
- Кузьмин, Борис Аркадьевич — советский литературовед.

## 18 марта
- Анцыферов, Алексей Николаевич (75) — русский экономист, статистик, теоретик кооперации и деятель кооперативного движения. Умер в эмиграции в Париже.
- Пода, Павел Андрианович — Герой Советского Союза.
- Савельев, Константин Иванович — Герой Советского Союза.

## 19 марта
- Сыромятников, Сергей Васильевич — Герой Советского Союза.

## 20 марта
- Куприянов, Андрей Филимонович — советский военачальник, генерал-майор.
- Левченко, Иван Алексеевич (21) — Герой Советского Союза.
- Матузов, Клим Григорьевич (31) — Герой Советского Союза.
- Меркурьева, Вера Александровна (66) — русская поэтесса, переводчица.

## 22 марта
- Гессен, Иосиф Владимирович (76) — российский государственный и политический деятель, юрист и публицист.
- Скубач Алексей Дмитриевич — награжден Медалью «За отвагу» — Командир орудия 76-мм пушки 1236 стрелкового полка 372 стрелковой дивизии под Гайтолово с 25.09.42 по 02.10.42г за стрельбу прямой наводкой и уничтожение 2 дзотов и уничтожение до роты фашистов. Он погиб 22 марта 1943 г.[Значим?]

## 23 марта
- Гаврилов, Константин Григорьевич (78) — российский шахматный композитор.
- Пугачёв, Семён Андреевич (54) — советский военачальник, участник Гражданской войны, комкор с 1935 года.
- Шиллингер, Иосиф Моисеевич — советский и американский композитор.

## 25 марта
- Васильев, Николай Григорьевич (34) — участник Великой Отечественной войны, командир 2-й Ленинградской партизанской бригады. Герой Советского Союза.

## 27 марта
- Бахчиванджи, Григорий Яковлевич (34) — советский лётчик-испытатель; погиб.

## 28 марта
- Бетиньш, Карлис Карлович (76) — латышский шахматист и шахматный композитор.
- Рахманинов, Сергей Васильевич (69) — русский композитор, пианист и дирижёр; меланома.
- Траскотт, Кейт (26) — австралийский лётчик-ас Второй мировой войны.

## 29 марта
- Балицкий, Стефан (42) — польский писатель, участник Движения Сопротивления, покончил жизнь самоубийством в нацистском концлагере.
- Баре, Эмиль (72) — австрийский и венгерский скрипач еврейского происхождения.
- Демидов, Елим Павлович (74) — российский дипломат из рода Демидовых, князь Сан-Донато, действительный статский советник.
- Ньютон, Уильям (23) — австралийский военнослужащий, капитан авиации Королевских военно-воздушных сил Австралии. Кавалер креста Виктории.

## 31 марта
- Левман, Семён Семёнович (46) — советский шахматный композитор.
- Милюков, Павел Николаевич (84) — русский политический деятель, историк и публицист. Лидер Конституционно-демократической партии (Партии народной свободы). Министр иностранных дел Временного правительства в 1917.